# Pae (Tallinn)
Pae is een subdistrict of wijk (Estisch: asum) in het stadsdistrict Lasnamäe in Tallinn, de hoofdstad van Estland. De wijk telde 13.263 inwoners op 1 januari 2020. Pae is een verbogen vorm van het woord paas, ‘kalksteen’. Het hele district Lasnamäe is een kalksteenplateau, dat 30-52 m boven de zeespiegel uitsteekt.
De aangrenzende wijken van Pae zijn vanaf het noorden met de wijzers van de klok mee Kurepõllu, Laagna, Ülemiste en Sikupilli.

## Geschiedenis

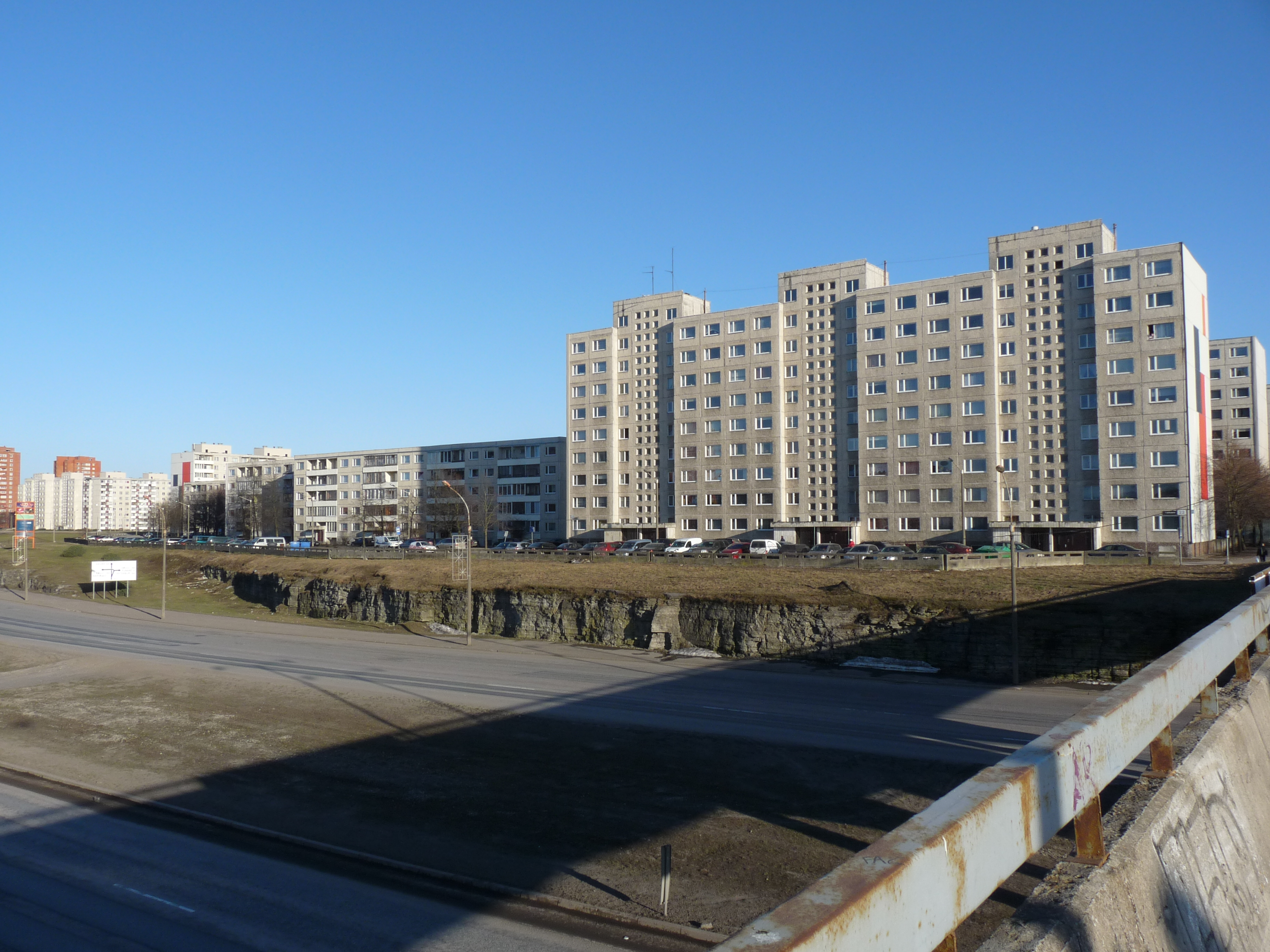
Hoogbouw aan de Paekaare tänav. Op de voorgrond de verkeersweg Laagna tee

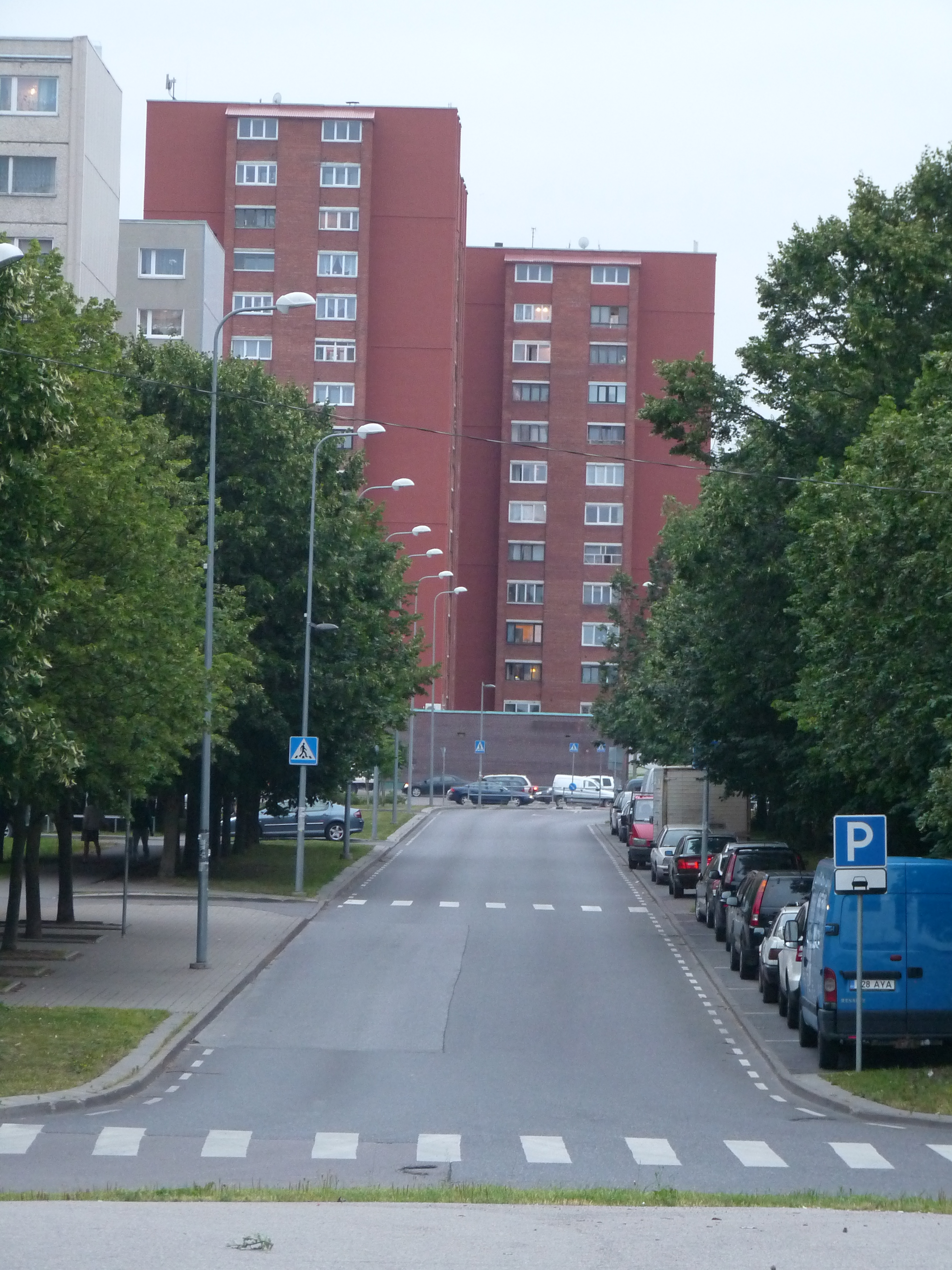
Het eind van de Pae tänav

Net als de rest van Lasnamäe was Pae tot in de jaren zeventig van de 20e eeuw een gebied waar kalksteen werd verwerkt tot bouwmateriaal. De weg Laagna tee, de grootste verkeersader door Lasnamäe, is geheel in de kalksteen uitgehakt en ligt dan ook een stuk lager dan de omgeving. De bijnaam voor de weg is ‘Het Kanaal’.
In de jaren zeventig lieten de toenmalige autoriteiten in Pae en veel andere wijken van Lasnamäe geprefabriceerde woonblokken neerzetten, onderling gescheiden door doorgaande wegen. Zo’n groep flats werd een microdistrict genoemd. Hier werden de vele immigranten ondergebracht die uit andere delen van de Sovjet-Unie naar Tallinn kwamen. De meerderheid daarvan was etnisch Russisch. Meer dan 60 procent van de bevolking van Lasnamäe heeft dan ook het Russisch als moedertaal.
Na het herstel van de Estische onafhankelijkheid in 1991 zijn veel van de flats, die vaak te kampen hadden met achterstallig onderhoud, opgeknapt.

## Voorzieningen
Pae is vooral een slaapstad; het grootste deel van de bevolking werkt elders in Tallinn. Toch zijn er wel enkele bedrijven gevestigd. Daaronder is de Arefonte Chemicals Grupp, die handelt in synthetische rubbers. De wijk heeft ook een winkelcentrum, Lasnamäe Keskus.
Pae heeft een middelbare school, het Lasnamäe Gümnaasium.

## Vervoer
De grote verkeerswegen van de wijk zijn:
- de Laagna tee, die de grens vormt met de wijk Kurepõllu;
- de Juhan Smuuli tee, die de grens vormt met de wijk Laagna;
- de Punane tänav, die de grens vormt met de wijk Ülemiste;
- de Pae tänav, die eerst de grens vormt tussen Sikupilli en Ülemiste, dan even tussen Sikupilli en Pae, en vervolgens Pae in gaat.

Over al deze wegen lopen buslijnen.